# Mayhem (cómic)
Mayhem (Brigid O'Reilly) es una personaje ficticia que aparece en los cómics estadounidenses publicados por Marvel Comics.
Mayhem llega a la acción en vivo en la serie del Universo Cinematográfico de Marvel para Cloak & Dagger, interpretada por Emma Lahana.

## Historial de publicaciones
El personaje de la detective Brigid O'Reilly apareció por primera vez en Cloak y Dagger # 1 (octubre de 1983), y fue creado por Bill Mantlo y Rick Leonardi. Posteriormente apareció en los números 2-4 (noviembre de 1983-enero de 1984) de la misma serie y en los números 1-5 (julio de 1985-marzo de 1986) de la segunda serie Cloak y Dagger.
En Cloak y Dagger Vol. 2 # 5 (marzo de 1986), Brigid sufrió una transformación drástica y se hizo conocida como Mayhem. El personaje posteriormente apareció, como Mayhem, en Cloak y Dagger # 6-9 (mayo-noviembre de 1986), Strange Tales # 13-15 (abril-junio de 1988), # 19 (octubre de 1988), Las mutaciones mutantes de Cloak y Dagger # 1-2 (octubre, diciembre de 1988), # 5-6 (junio, agosto de 1989), # 8 (noviembre de 1989), # 10-18 (febrero de 1990-junio de 1991), Web de Spider-Man Annual # 9 (1993) y # 10 (1994).
Mayhem recibió una entrada en el Manual Oficial de Marvel Universe Deluxe Edition # 8. Sin embargo, algunas de las placas de color se invirtieron en ese tema, y esas páginas, incluido Mayhem, se imprimieron correctamente en el número 9.

## Biografía del personaje ficticio
Brigid O'Reilly era una detective de policía en Manhattan, cuando supo que Cloak y Dagger estaban atacando criminales en su zona. Al principio quería llevar a la pareja ante la justicia, pero finalmente aprendió a confiar en los jóvenes luchadores contra el crimen.
Más tarde, tomó un escuadrón de oficiales de policía para investigar un almacén perteneciente a la misma compañía farmacéutica que fue responsable de dar a Cloak y Dagger sus poderes. Algunos policías corruptos, dirigidos por Roger Falcone, expusieron a los otros oficiales de policía a un gas para asfixiarlos. Con su último aliento, Brigid juró vengarse de Falcone. Mientras Brigid agonizaba, Cloak y Dagger la encontraron, y aunque eran demasiado tarde para salvar a la otra policía, Cloak la rodeó a ella y a Dagger con su oscuridad, mientras que Dagger trató de revivirla con su luz. Cuando esto pareció no funcionar, la pareja abandonó su cuerpo para buscar a los responsables.
Aunque Brigid O'Reilly murió, renació como Mayhem. En esta nueva forma, Mayhem ayudó a Cloak y Dagger a encontrar y combatir a la policía corrupta. Luego mató a Falcone según lo prometido. Ahora es una vigilante que no muestra misericordia a los traficantes de drogas y otros delincuentes que persigue.
Brigid fue considerada como una "recluta potencial" para el programa Iniciativa, de acuerdo con Civil War: Battle Damage Report.

## Poderes y habilidades
Mayhem emana un gas venenoso y verde de sus poros que tiende a rodearla. Si este gas entra en el flujo sanguíneo de otra persona, paralizará a la persona durante un período de tiempo desconocido. Por lo tanto, Mayhem ataca a las personas rastrillando su piel con sus uñas como garras para que el gas ingrese a sus torrentes sanguíneos.
El gas también puede actuar como una droga de la verdad, lo que obliga a una víctima de Mayhem a decirle la verdad.
Los "cuchillos ligeros" de Dagger se disipan al contacto con este gas.
Mayhem puede levitar y volar.

## Otra versión
En el universo de Ultimate Marvel, Brigid O'Reilly es una oficial de la Policía de Nueva York que está persiguiendo a los criminales adolescentes Styx y Stone en un esfuerzo por localizar a la pandilla de Calaveras Serpientes. Su compañero, Terry Schreck, está gravemente herido y pronto muere en el hospital. Luego habla con su informante, Bart Rozum, antes de enterarse de que el cuerpo de Terry había desaparecido de la morgue.

## En otros medios
Brigid O'Reilly, interpretada por Emma Lahana, aparece en el programa de televisión Marvel's Cloak & Dagger, que se desarrolla en el Universo cinematográfico de Marvel (UCM).
Introducida en la primera temporada, O'Reilly es una detective que trabajó anteriormente en Harlem antes de mudarse a Nueva Orleans. Sospecha de su compañero, el policía corrupto James Connors, y obtiene confirmación de sus sospechas después de hablar con Tandy Bowen / Dagger. O'Reilly pronto se alía con Tyrone Johnson, quien quiere vengar la muerte de su hermano a manos de Connors. Logran que Connors admita su culpa y sea arrestado; sin embargo, O'Reilly luego descubre el cuerpo de su novio Fuchs metido en un congelador, presumiblemente asesinado por las conexiones de Connors. Para agregar insulto a la lesión, Connors es liberado en suspensión y procede a golpearla frente a otros oficiales, lo que demuestra que es una marginada de la policía corrupta. O'Reilly se une a Tyrone para evitar que una energía maligna y oscura, llamada Terror, sea liberada por la malvada compañía minera Roxxon. Mientras lo ayuda, Connors le dispara, mientras que simultáneamente se expone a la energía del Terror. Ella cae en un pantano y luego reaparece con brillantes ojos verdes.
En la segunda temporada, se revela que O'Reilly (Mayhem) es una copia física de Brigid; Mayhem tiene todo el conocimiento y los recuerdos de Brigid, pero es una vigilante despiadada y sin escrúpulos sobre el asesinato. En los episodios iniciales, Mayhem procede a matar a varias figuras del inframundo de Nueva Orleans, y luego asume la identidad de Brigid para hacerse cargo de una investigación criminal. Mientras tanto, Tyrone encuentra a Brigid atada en casa, luego se teletransporta con Brigid a Tandy, que se encuentra en la escena del crimen con Mayhem. Por este método, se revela la duplicación. Mayhem luego comienza a buscar a Connors, en el proceso de matar a su compañero. El examen de Mina Hess de Brigid demuestra su teoría sobre la separación del lado temeroso de O'Reilly (Brigid) de su lado agresivo (Mayhem), luego de un experimento con algunas ratas. Durante la investigación criminal en curso sobre la desaparición de varias niñas en una red de tráfico sexual, Mayhem libra una batalla con una pandilla criminal y dispara a casi todos los miembros de la pandilla. Para salvar la vida del último miembro, Cloak usa sus poderes para enviarla a la Dimensión Fuerza Oscura. Tandy sigue a Mayhem en la Dimensión Fuerza Oscura, privando involuntariamente a Tyrone de sus poderes de teletransportación. Juntos, Mayhem y Tandy encuentran evidencia de la presencia de Connors y se esfuerzan por abandonar la Dimensión, pero Tandy accidentalmente sale de la Dimensión con Connors, dejando a Mayhem atrás. Mientras se encuentra en la Dimensión de la Fuerza Oscura, Mayhem encuentra al demonio Andre Deschaine / D'Spayre (quien almacena la desesperación de sus víctimas en forma de discos en una tienda de discos) y a la sacerdotisa vudú Chantelle Fusilier en la tienda de discos. Chantelle ve a Mayhem y le indica que no interfiera. Más tarde, mientras Andre está ocupado en el mundo exterior, Mayhem comienza a romper los discos, liberando a Tyrone del hechizo de Andre y dándole el motivo para encontrar el Motel Viking donde Tandy está cautiva por Andre y su red de prostitución. Cuando está en la dimensión Loa, O'Reilly se encuentra con Mayhem. Las dos están de acuerdo en que Mayhem tomará el control en ciertas ocasiones. Cuando las dos abandonan la dimensión Loa, se fusionan de nuevo en un solo cuerpo. Mayhem y Tandy tienen una breve pelea cuando el cuerpo de Avandalia Dewan fue encontrada inconsciente y con poca energía, y discuten qué hacer con ella. Mayhem posteriormente trabaja para defender a Evita de las fuerzas que amenazan a la misión de Tyrone y Tandy de detener a Andre. Más tarde, se ve a Brigid dejando el cadáver de Connors en el campo de tiro para que sus compañeros policías vean dónde su cadáver tiene un cartel de culpabilidad atado a él.